# Královská vila v Monze
Královská vila (italsky: Villa Reale) je historická stavba v severoitalské Monze.

## Historie
Stavba od Giuseppe Piermariniho pochází z let 1777-1780, kdy byla Lombardie součástí Rakouského císařství, a byla původně vystavěna pro arcivévodu Ferdinanda Rakouského. Vila se nachází na březích řeky Lambro, obklopena rozlehlým parkem, jedním z největších uzavřených (oplocených) parků v Evropě.
Palácový komplex zahrnuje královskou kapli (Cappella Reale), jízdárna (Cavallerizza), Rotonda dell'Appiani, dvorní divadlo (Teatrino di Corte) a oranžerii. Obytné místnosti v prvním patře zahrnují větší salóny a sály, a také královské pokoje italského krále Umberta I. a jeho choti, královny Markéty Savojské. Před palácem jsou královské zahrady, navržené Piermarinim jako anglický park.
Královská rodina vilu opustila v roce 1900, poté co byl král Umberto I. zavražděn poblíž vstupu do vily, když se vracel ze společenské události.

## Současnost
Do července 2011 se ve vile konaly víceméně jen krátkodobé výstavy, poté v paláci našly trvalé sídlo kanceláře 4 ministerstev (hospodářství a financí, reforem, rozvoje, a cestovního ruchu).